# Corrado Segre

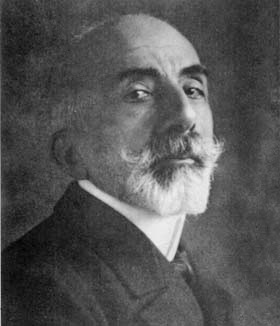
Corrado Segre

Corrado Segre (* 20. August 1863 in Saluzzo; † 18. Mai 1924 in Turin) war ein italienischer Mathematiker, der sich vor allem mit Geometrie beschäftigte.

## Leben
Segre studierte unter Enrico D’Ovidio in Turin, wo er 1883 über Quadriken in höheren Dimensionen promovierte. Im gleichen Jahr begann sein Briefwechsel mit Felix Klein. 1888 übernahm er von seinem Lehrer die Professur für Geometrie in Turin und behielt sie für den Rest seiner Laufbahn. Segre war neben Luigi Cremona einer der Begründer der italienischen geometrischen Schule und beschäftigte sich u. a. mit algebraischer Geometrie. Er fand eine neue birationale Invariante algebraischer Flächen (Zeuthen-Segre Invariante), studierte durch algebraische Kurven erzeugte algebraische Flächen und gab eine neue Darstellung der Kummerfläche. Daneben war er sehr an didaktischen Fragen interessiert.
1889 wurde er zum Mitglied der Accademia delle Scienze di Torino gewählt. 1904 hielt er einen Plenarvortrag auf dem Internationalen Mathematikerkongress in Heidelberg (La geometria d'oggidi e i suoi legami coll'analisi). Im Dezember 1903 wurde er als assoziiertes Mitglied in die Académie royale des Sciences, des Lettres et des Beaux-Arts de Belgique aufgenommen. 1913 wurde er Ehrenmitglied der London Mathematical Society.
Zu seinen Schülern zählen Gino Fano, Beppo Levi, Francesco Severi und nach Abschluss ihres Studiums auch Guido Castelnuovo und Federigo Enriques.
Die Segre-Einbettung und der Asteroid (29910) Segre wurden nach ihm benannt.

## Schriften
- Opere, 2 Bände, Rom, Ed.Cremonese 1957, 1963
- Segre Mehrdimensionale Räume, Encyklopädie der mathematischen Wissenschaften